# Kovács István (helytörténész)
Kovács István (Hódmezővásárhely, 1943. szeptember 5. –) helytörténész, tanár.

## Életpályája
A hódmezővásárhelyi Állami Bethlen Gábor Gimnáziumban érettségizett 1962-ben. Tanulmányait a szegedi József Attila Tudományegyetem Bölcsészettudományi Karán folytatta, ahol 1967-ben történelem–orosz szakos középiskolai tanári oklevelet szerzett. 1987-ben középfokú könyvtárosi végzettséget is szerzett. Pályáját a hódmezővásárhelyi 602. sz. Ipari Szakmunkásképző Intézetben kezdte kollégiumi nevelőtanárként (1967–1968). 1968-tól 2003-as nyugdíjba vonulásáig a hódmezővásárhelyi Frankel Leó Közgazdasági és Egészségügyi Szakközépiskola (ma Eötvös József Szakgimnázium) tanára, 1975-től könyvtáros-tanára. A Humán Tanári Munkaközösség vezetője volt (1980–2010).
1972-ben megalapította az iskola „Ismerd meg Vásárhelyt!” városi (egy ideig megyei) honismereti versenyét, 2002-ig szervezte és rendezte.
1979-től jelennek meg tanulmányai, cikkei helyi évkönyvekben, lapokban. 1993-ban a Hódmezővásárhely története 1–2. című monográfia szerkesztőinek egyike. 1993-tól 2003-ig a Vásárhelyi Téka (1–15.) könyvsorozat szerkesztőbizottságának tagja. 1996-tól a Szeremlei Társaság évkönyveinek szerkesztője, 2002-ig Kruzslicz István Gáborral, 2010-ig Varsányi Attilával, 2019-ig Presztóczki Zoltánnal. 2010–2011-ben a Vásárhelyi Látóhatár szerkesztője.

## Művei
- XI. sz. temető Hódmezővásárhely-Nagyszigeten. In: Vásárhelyi Tanulmányok. IX. kötet, 1979. p. 17–32.  http://jadox.nlvk.hu/jadox/portal/#result_anchor Archiválva 2017. július 22-i dátummal a Wayback Machine-ben
- A város történetének kutatásáról. In: Hódmezővásárhely története. I. A legrégibb időktől a polgári forradalomig. Főszerk. Nagy István. Hódmezővásárhely (Hmv), 1984. 1–54  http://katalogus.nlvk.hu/html/hek/hodmezovasarhely_tortenete_I/index.htm Archiválva 2015. november 10-i dátummal a Wayback Machine-ben
- A török hódoltság kora, 1552–1693. In: 319–346.  http://katalogus.nlvk.hu/html/hek/hodmezovasarhely_tortenete_I/index.htm Archiválva 2015. november 10-i dátummal a Wayback Machine-ben
- Hódmezővásárhely Megyei Jogú Város polgármesterének jelentései az 1991–2002. évekről. Hmv, 1992–2003. (szerk. Kovács Istvánnal és Szigeti Jánossal)
- Hódmezővásárhely. Útikönyv. Hmv, 1992. 111 p. (Kruzslicz István Gáborral és Szigeti Jánossal) 2. jav. kiad. 1995.
- Hódmezővásárhely. Reiseführer. Übersetzung von Antal Endrey, Katalin Wilhayn, Jürgen Wilhayn. Hmv, 1992. 137 p. (szerk. Kruzslicz István Gáborral és Szigeti Jánossal) 2. jav. Kiad. 1996.
- Vásárhelyi Téka. Helytörténeti, irodalmi, művészeti tanulmányok. Hmv, 1993–2003. 1–15. köt. (sorozatszerk. Herczeg Mihállyal, Kruzslicz István Gáborral, Szigeti Jánossal)
- Grezsa Ferenc: Irodalom Vásárhelyen, Vásárhely az irodalomban. Hmv, 1993. 77 p. (Vásárhelyi Téka, 1.). (szerk. Kruzslicz István Gáborral és Szigeti Jánossal)
- Hódmezővásárhely története. II/1–2. A polgári forradalomtól az őszirózsás forradalomig. 1848–1918. Főszerk. Szabó Ferenc. Hmv, 1993. 1007 p. (kötetszerk. Kruzslicz István Gáborral és Szigeti Jánossal) http://katalogus.nlvk.hu/html/hek/hodmezovasarhely_tortenete_II/index.htm Archiválva 2015. november 10-i dátummal a Wayback Machine-ben
- A földmunkások szervezkedése. In: Hódmezővásárhely története, 1848–1918. főszerk. Szabó Ferenc. Hmv, 1993. p. 347–365. http://katalogus.nlvk.hu/html/hek/hodmezovasarhely_tortenete_II/index.htm Archiválva 2015. november 10-i dátummal a Wayback Machine-ben
- Hódmezővásárhely. Guide-book. Hmv, 1994. 127 p. (Kruzslicz István Gáborral és Szigeti Jánossal)
- Százéves a vásárhelyi városháza. Hmv, 1994. 2 p. (Vásárhelyi Téka ; 4.). (Kruzslicz István Gáborral és Szigeti Jánossal).
- Francisztiné Molnár Erzsébet: A Hódmezővásárhelyi Állami Óvónőképző negyven éve, 1892–1932. Hmv, 1994. 94 p. (szerk. Kruzslicz István Gáborral és Szigeti Jánossal)
- Szeremlei Sámuel emlékezete. Hmv, 1994. 182 p. (Vásárhelyi Téka, 7.). (szerk. Kruzslicz István Gáborral és Szigeti Jánossal)
- [Szeremlei Sámuel] Várostörténeti munkássága = Uo. p. 111–118.
- Herczeg Mihály: Hódmezővásárhelyi parasztételek. Hmv, 1994. 158 p. (Vásárhelyi Téka, 5.) (szerk. Kruzslicz István Gáborral) 2. jav.,bőv. kiad. 1998.
- A hódmezővásárhelyi Frankel Leó Szakközépiskola évkönyve, 1994. Hmv, 1994. 149 p. (szerkesztés)
- A Hódmezővásárhely Szeremlei Társaság évkönyve (SZTÉ) 1996. Hmv, 1996. 177 p. (szerk. Kruzslicz István Gáborral)  https://library.hungaricana.hu/hu/view/SzeremleiTarsasagEK_1996
- Halmos Sándor: Virágos Mihály Liszt-díjas operaénekes élete és pályaképe. Hmv, 1996. 68 p. (szerkesztés)
- Gondolatok Nagy Györgytől, Nagy Györgyről. Hmv, 1996. 49. p. (Kruzslicz István Gáborral)
- Szent István-szobor Hódmezővásárhelyen. Hmv, 1997. 125 p. (Vásárhelyi Téka, 10.). (Kruzslicz István Gáborral és Szigeti Jánossal)
- Francisztiné Molnár Erzsébet: Hódmezővásárhely óvodatörténete, 1860–1997. Hmv, 1997. 275 p. (Vásárhelyi Téka, 11.) (szerk. Kruzslicz István Gáborral és Szigeti Jánossal)
- SZTÉ 1997. Hmv, 1997. 242 p. (szerk. Kruzslicz István Gáborral) https://library.hungaricana.hu/en/view/SzeremleiTarsasagEK_1997
- Schlosser Miklósné Kiss Eszter: A Hódmezővásárhelyi Szent Domonkos rendi nővérek leánynevelő intézet emlékkönyve, 1902–1997. Hmv, 1997. 155 p. (szerk. Kruzslicz István Gáborral és Szigeti Jánossal)
- Az Eötvös József Szakközépiskola jubileumi évkönyve, 1947–1997. Hmv, 1997. 103 p. (Kovácsné Velenczei Magdolnával és Vasné Magócs Mártával)
- SZTÉ 1998. Hmv, 1999. 139 p. (szer. Kruzslicz István Gáborral)  https://library.hungaricana.hu/en/view/SzeremleiTarsasagEK_1998
- Az Eötvös József Szakközépiskola évkönyve, 1999. Hmv, 1999. 88. (szerkesztés)
- SZTÉ 1999. Hmv, 2000. 147 p. (szerk. Kruzslicz István Gáborral) https://library.hungaricana.hu/en/view/SzeremleiTarsasagEK_1999
- Hódmezővásárhely jeles tudósai. Hmv, 2000. 269. (Vásárhelyi Téka, 13.). (szerk. Kruzslicz István Gáboral)
- Szócikkek: Bognár Rezső p. 9–16.;Rapcsák András p. 73–84.; Than Károly p. 115–127.; Csillag András p. 157.; Imre Mihály p. 197–198.; Katona Imre p. 203–204.; Odorics Ferenc p. 225.; Seres László p. 241.
- SZTÉ 2000. Hmv, 2001. 136 p. (szerk. Kruzslicz István Gáborral) https://library.hungaricana.hu/hu/view/SzeremleiTarsasagEK_2000
- Hódmezővásárhely törvényhatósági jogú város történeti almanachja, 1873–1950. Országgyűlési, nemzetgyűlési képviselők, felsőházi tagok, polgármesterek, főispánok. Hmv, 2003. 276 p. (szerkesztés)
- SZTÉ 2001–2002. Hmv, 2003. 195 p. (szerk. Kruzslicz István Gáborral) https://library.hungaricana.hu/hu/view/SzeremleiTarsasagEK_2001_2002
- Földvári László: Kun Béla, 1878–1954. Egy hódmezővásárhelyi politikus élete és pályafutása. Hmv, 2003. 90 p.(szerkesztés.)
- SZTE 2003. Hmv, 2004. 169 p. (szerk. Kruzslicz István Gáborral) https://library.hungaricana.hu/hu/view/SzeremleiTarsasagEK_2003
- Földvári László: Román megszállás és terror Hódmezővásárhelyen, 1919–1920. Hmv, 2004. 127 p. (szerkesztés) https://library.hungaricana.hu/hu/view/SzeremleiTarsasagEK_2004
- SZTE 2004. Hmv, 2005. 249 p. (Szerk. Kruzslicz István Gáborral és Varsányi Attilával) https://library.hungaricana.hu/hu/view/SzeremleiTarsasagEK_2004
- A városháza. Hmv, 2007. 199 p. (szerk. Kruzslicz István Gáborral)
- SZTÉ 2006. Hmv, 2007. 412 p. (szerk. Varsányi Attilával) https://library.hungaricana.hu/hu/view/SzeremleiTarsasagEK_2006
- SZTÉ 2007. Hmv, 2008. 518 p. (szerk. Varsányi Attilával) https://library.hungaricana.hu/hu/view/SzeremleiTarsasagEK_2007
- SZTÉ 2008. Hmv, 2009. 327 p. (szerk. Herczeg Mihállyal, Kruzslicz István Gáborral, Varsányi Attilával) https://library.hungaricana.hu/hu/view/SzeremleiTarsasagEK_2008
- Emléktöredékek egy honismereti verseny hőskorából = VL, 2010. 3.sz.p.21. https://oszitarlat.hu/wp-content/uploads/2015/07/meghivo.pdf
- SZTÉ 2009. Hmv, 2010. 522 p. (szerk. Herczeg Mihállyal, Kruzslicz István Gáborral,Varsányi Attilával) https://library.hungaricana.hu/hu/view/SzeremleiTarsasagEK_2009
- Földvári László: „Mikor a színészek beértek a városba, megkondultak a harangok…” Hódmezővásárhely színháztörténete, 1816–1957. Hmv, 2010. 293 p. (szerkesztés)
- Forrai Soma a magyar gyorsírás úttörője = VL, 2011. 1. p. 22.
- SZTÉ 2010. Hmv, 2011. 488 p. (szerk. Varsányi Attilával) https://library.hungaricana.hu/hu/view/SzeremleiTarsasagEK_2010
- SZTÉ 2011. Hmv, 2012. 205 p. (szerk. Presztóczki Zoltánnal) https://library.hungaricana.hu/hu/view/SzeremleiTarsasagEK_2011
- SZTÉ 2012. Hmv, 2013. 375 p. (szerk. Presztóczki Zoltánnal) https://library.hungaricana.hu/hu/view/SzeremleiTarsasagEK_2012
- Krékits József a nyelvtudomány elhivatott tudósa = VL, 2012. 3. p. 11.
- Idén lenne nyolcvanöt éves Kovács István, a fehér gárda mozgalom vásárhelyi vezetője = p. 275–277.
- SZTÉ 2013–2014. Hmv, 2014. 359 p. (szerk. Presztóczki Zoltánnal) https://library.hungaricana.hu/hu/view/SzeremleiTarsasagEK_2013_2014
- Hódmezővásárhely életrajzi kalauz. 500 év – 2700 név. Hmv, 2015. 319 p.
- SZTÉ 2015. Hmv, 2015. 337 p. (szerk. Presztóczki Zoltánnal) https://library.hungaricana.hu/hu/view/SzeremleiTarsasagEK_2015
- Francisztiné Molnár Erzsébet: Oktatástörténeti album 1–2. Hmv, 2015. 952, 448 p.(szerkesztés)
- A vásárhelyi tájékozódási futás története évszámokban. In: SZTÉ 2016. p. 277–292..
- SZTÉ 2017. Hmv, 2017. 369 p. (szerk. Presztóczki Zoltánnal) https://library.hungaricana.hu/hu/view/SzeremleiTarsasagEK_2017
- SZTÉ 2018. Hmv, 2018. 369 p. (szerk. Presztóczki Zoltánnal) https://library.hungaricana.hu/hu/view/SzeremleiTarsasagEK_2018
- Időrendi áttekintés. In: Hódmezővásárhely története, 1918–1950. III/2. Szerk. Makó Imre, Marjanucz László. Hmv, 2019. p. 1623–1640.
- Földrajzinév- és személynév-mutató. In: Uo. 1669–1720.
- SZTÉ 2019. Hmv, 2019. 339 p. (szerk. Presztóczki Zoltánnal) https://library.hungaricana.hu/hu/view/SzeremleiTarsasagEK_2019
- Hódmezővásárhely belterületének történeti és jelenkori helynevei. Hmv, 2020. 171 p. Kézirat a Hódmezővásárhelyi Levéltárban.
- Hódmezővásárhelyi dátumok. 1001 év – 10 000 esemény. Hmv, 2020. 349 p. Kézirat a Hódmezővásárhelyi levéltárban.

## Interjúi a Vásárhelyi Látóhatárban
- A sportágalapító. Beszélgetés Nagyillés Mihály nyugalmazott iskolaigazgatóval. 2010. 1. sz. p. 24–25.

https://vasarhelyilatohatar.hu/index.php/aktualis-lapszam-tartalom/55-aktualis-lapszam-tartalom-2010-2
- Mivel írta be nevét Vásárhely a magyar és európai régészet történetébe? Beszélgetés Bokorné Nagy Katalinnal, a Tornyai János Múzeum ny. régészével. 2010. 4. sz. p. 10–11. https://www.vasarhelyilatohatar.hu/index.php/szerzoink/68-szerzoink
- Természet a tanítómestere. Interjú dr. Kruzslicz István Gáborral. 2011. 2. 25.
- Bessenyei-díjas klarinétművész. E-interjú Zoltán Péterrel. 2011. 3. 22–23.
- Egy vásárhelyi Hawaii-on. Samu János vásárhelyi születésű fordító. 2011. 4. p. 20–21.
- Egy vásárhelyi tudós Amerikában. Interjú Kovács L. László vásárhelyi születésű professzorral. 2012. 2. p. 26–27.
- A Malakológus. E-interjú a Vásárhelyről elszármazott dr. Domokos Tamással. 2012. 4. p. 22–23.
- Pitvarosról – Vásárhelyen át – Csabára. E-interjú Sutyinszki János karnaggyal, zeneszerzővel. 2013. 3. p. 26–27.

## Bibliográfiái, repertóriumai
- Gazdapusztai Gyula élete és munkássága. Bibliográfia. In: Vásárhelyi Tanulmányok, 1979. p. 135–139.
- Nagy György. Életrajz és bibliográfia. Hmv, 1990. 16 + 35 p. (Kruzslicz István Gáborral) 2. kiad. 1991.
- Grezsa Ferenc munkássága. Vásárhelyi vonatkozású írások. Válogatott bibliográfia. In: Grezsa Ferenc: Irodalom Vásárhelyen, Vásárhely az irodalomban. Hmv, 1993. (Vásárhelyi Téka, 1.) p. 61–75.
- Szeremlei Sámuel élete és munkássága. Bibliográfia. In: SZTÉ, 1994. p. 133-173.
- A Szeremlei Társaság évkönyveinek repertóriuma, 1996–2006. In: SZTÉ, 2008. p. 475-494. https://library.hungaricana.hu/hu/view/SzeremleiTarsasagEK_2008
- A Szeremlei Társaság évkönyveinek repertóriuma 1996–2017. In: SZTÉ, 2018. p. 293–311. https://library.hungaricana.hu/hu/view/SzeremleiTarsasagEK_2018
- Szigeti János élete és munkássága. Válogatott bibliográfia. In: SZTÉ, 2020. p. 293–299.
- Vásárhelyi Látóhatár. Repertórium. I–X. évf. Hmv, 2020. 127 p. https://mek.oszk.hu/20600/20619/20619.pdf
- https://www.pdfkonyvek.hu/ingyenesen-letoltheto-pdf-konyv/kovacs-istvan-vasarhelyi-latohatar-cimu-e-konyv-ingyenes-letoltese-vagy-megtekintese
- Kovács István munkássága, 1979–2020. Bibliográfia. Hmv, 2020. 5. p. Kézirat a Hódmezővásárhelyi Levéltárban.
- Kruzslicz István Gábor Munkássága, 1979–2015. Hmv, 6 p. Kézirat a Hódmezővásárhelyi levéltárban.

## Tagsága
- A Hódmezővásárhelyi Szeremlei Társaság alapító tagja (1990–)
- Emlékbizottság a II. világháború hódmezővásárhelyi áldozatai emlékének megörökítésére (1995)

## Díjai, kitüntetései
- Kiváló Pedagógus (1989)
- Pro Urbe Hódmezővásárhely (1992)
- Nagy György-érem (2000)
- Díszdiploma (Aranydiploma) (2017)